# Lémur catta
Lemur catta · Maki catta
« Lemur » redirige ici. Pour les autres significations, voir Lemur (robot).
Pour les articles ayant des titres homophones, voir Lémur et Lémure.
Genre
Espèce
Synonymes
- Maki mococo (Muirhead, 1819)[1]

Statut de conservation UICN

 EN A4cd : En danger
Statut CITES
Le Lémur catta (Lemur catta) ou Maki catta est un primate lemuriforme de la famille des Lemuridae. Avec sa longue queue annelée de blanc et de noir, il est le plus connu et le plus emblématique des lémuriens. Comme tous ces derniers, il est endémique  de Madagascar et évolue dans les fourrés épineux et les  forêts sèches du sud de l'île. 
Le lémur catta est omnivore et suit un rythme d'activité diurne. Il se déplace dans les arbres aussi facilement que sur le sol et c'est le plus terrestre des lémuriens. Il vit en groupes pouvant compter jusqu'à trente individus et dirigés par une femelle dominante.
Le lémur catta est le plus ancien des lémuriens de Madagascar décrits par les Européens et le seul représentant du genre Lemur qui est à l'origine du nom général donné à ce groupe de primates.
Bien qu'il s'adapte facilement à la vie en captivité et soit présent dans bon nombre de zoos de la planète, le lémur catta est une espèce dont la survie à l'état sauvage est sévérement compromise et il fait partie des 25 primates les plus menacés au monde.

## Dénominations et étymologie
L'espèce est couramment nommée en français lémur catta ou maki catta. S'agissant d'un des premiers specimens décrits de lémuriens, d'autres dénominations se retrouvent dans la littérature historique: maki à queue annelée, mocock ou mococo, lémur à queue annelée ou encore lémur-chat.
Le terme Lemur, qui décrit le genre monotypique, a été inventé par le fondateur de la nomenclature binomiale moderne, Carl von Linné. Il tire son origine du goût qu'avait le naturaliste pour le latin, la langue dominante des sciences de l’époque, ainsi que de sa bonne connaissance des auteurs romains tels que Virgile et Ovide. Les « lémures » de la mythologie romaine étaient des spectres ou des fantômes exorcisés lors de la « fête des lémures ». À l'origine, le terme Lemur fut créé pour décrire le loris grêle (Loris tardigradus), un petit primate du Sri Lanka. Lors de la première utilisation du terme en 1754, Linné explique ainsi son choix :
« Lemures dixi hos, quod noctu imprimis obambulant, hominibus quodanmodo similes, & lento passu vagantur. »
— Carl von Linné
        
« Je les appelle lémures, car ils se promènent principalement de nuit, d'une manière semblable à l'Homme, et se déplacent à un rythme lent. »
Certains auteurs ont spéculé que le nom Lemur provenait de leur apparence spectrale, de leurs yeux réfléchissants, de leurs cris fantomatiques ou de leur mouvement silencieux, ou  encore que Linné connaissait les légendes malgaches rapportant des liens entre les lémuriens et les âmes des ancêtres. Cependant, ces suggestions semblent aller à l’encontre des explications données par Linné sur le choix du terme et sont contradictoires avec le fait que le terme s’appliquait à l’origine au loris.
L’épithète spécifique « catta », du latin « cattus » (chat)  fait référence à la forme féline de l’animal.

## Description
Le maki catta est probablement le plus connu des lémuriens en raison de sa présence fréquente dans les zoos. C'est une espèce de taille moyenne (environ 40 cm), pesant entre 2,3  à   3,5 kg. La fourrure du dos est généralement brun-gris, la croupe et les membres sont gris clair, alors que les parties intérieures sont blanches ou crème. Le front, les joues, les oreilles et la gorge sont blancs. Les yeux sont cerclés de noir et le museau est noir. La queue, symbolique de l'espèce, est annelée de blanc et de noir. Il n'y a pas de différence de pelage entre les deux sexes.

## Écologie et comportement

### Alimentation

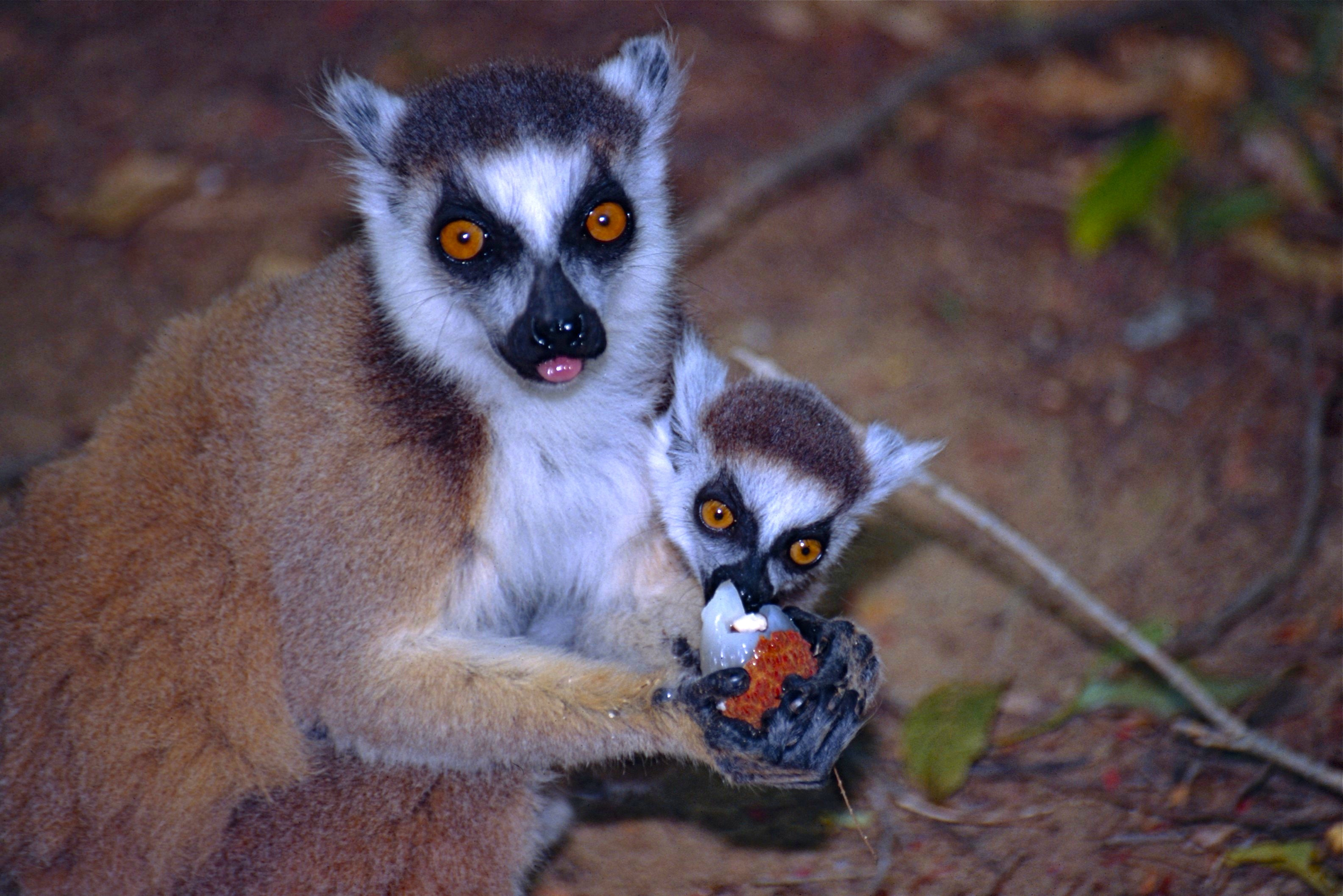
Femelle et son petit mangeant un litchi (Réserve de Berenty, Madagascar).

Le maki catta est principalement frugivore, bien que son régime alimentaire contienne également des feuilles. Les feuilles et les gousses de tamarinier sont l'une de ses sources principales de nourriture. Au moins 109 espèces de plantes ont été trouvées dans le régime alimentaire du maki catta dans la réserve de Berenty. Dans le massif d'Andringitra, le régime alimentaire du maki catta diffère de celui qu'il suit en basse altitude. Les variations saisonnières sont également importantes.

### Comportement
Le lémur catta est diurne, actif exclusivement à la lumière du jour. Ils vivent dans les arbres et s'organisent en sociétés dirigée par une femelle dominante, d'une vingtaine d'individus et généralement que d'un mâle.
Ils se déplacent par bonds et peuvent faire des sauts de plus de 10 mètres.
Ils vivent environ 20 ans.

### Reproduction
Ce lémurien malgache affronte les autres mâles à coups d'odeurs pestilentielles,[réf. nécessaire] caractéristiques de chaque animal, dégagées par des glandes situées sur ses avant-bras et près des régions génitales. 
La femelle porte un à deux petits et la gestation dure entre 120 et 136 jours.

## Répartition géographique et habitat

Répartition géographique du lémur catta à Madagascar.

Comme tous les lémuriens, le maki catta est endémique de Madagascar. L'espèce est présente dans les fourrés épineux du sud et du sud-ouest de l'île, ainsi que dans la  forêt sèche décidue de la plaine du centre-ouest. Une population apparemment isolée se rencontre également à une altitude allant jusqu'à 2 600 m dans le massif d'Andringitra sur le plateau sud-est. La zone de répartition du maki catta est limitée au nord par une ligne reliant Belo sur Mer à Fianarantsoa, puis à Tolagnaro.

## Menaces et conservation

### Menaces
Le maki catta a été inclus en 2016 pour la première fois dans la liste des 25 primates les plus menacés au monde. La perte d'habitat, le braconnage et la chasse (viande de brousse), ainsi que plus récemment, la capture vivante pour le commerce illégal d'animaux domestiques ont décimé les populations sauvages. De plus, les effets de l'isolement génétique, de la fragmentation continue de l'habitat et du changement climatique à venir ont probablement des impacts délétères à long terme sur la survie de l'espèce.
Le maki catta est placé sur la liste rouge de l'UICN. Au début de 2017, on estime que la population dans la nature s'est réduite à 2 000.

### Captivité
Ce sont les lémuriens les plus populaires dans les zoos du monde entier, ils s'y reproduisent aisément.

## Galerie

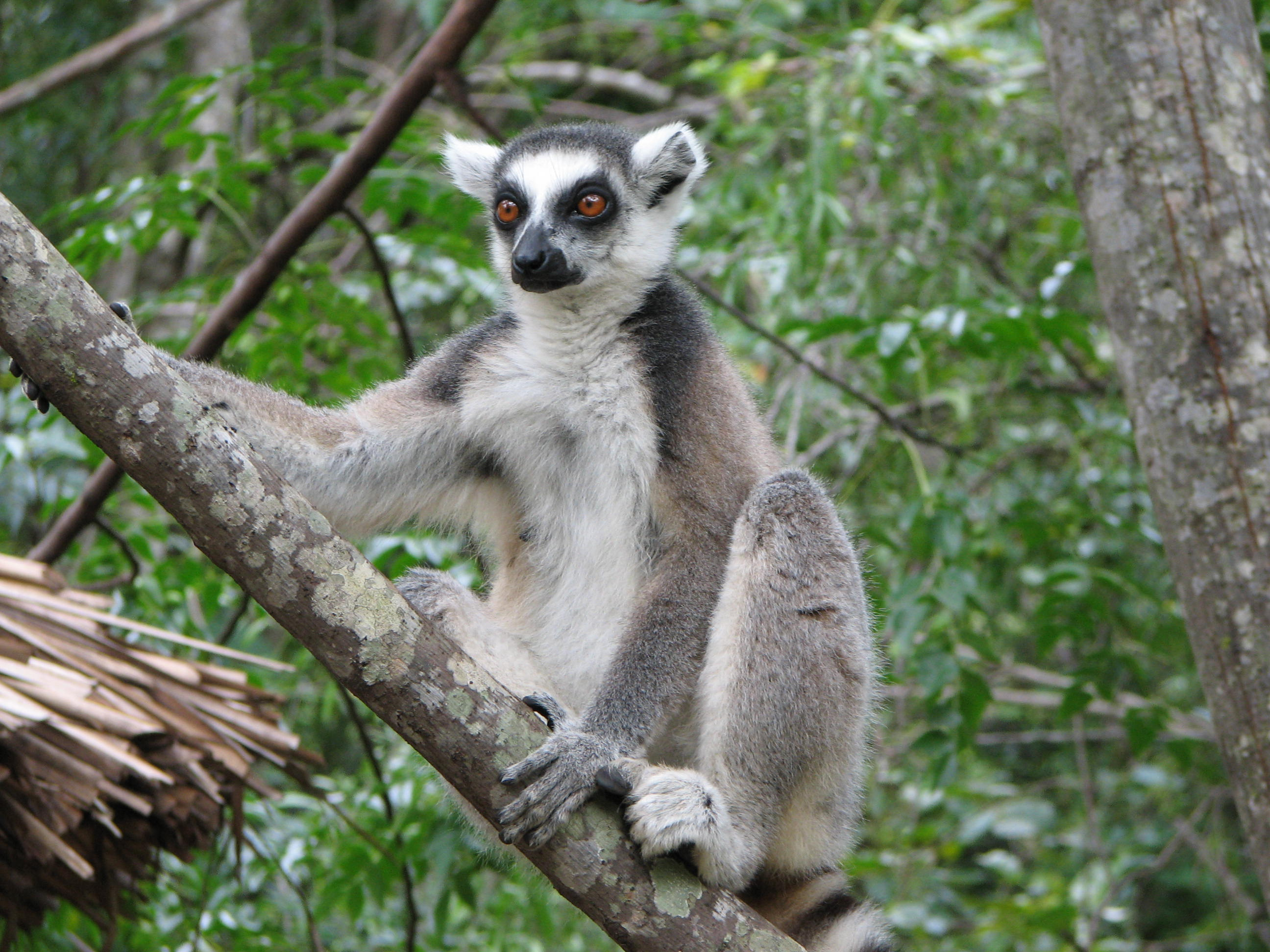
Parc national de l'Isalo, Madagascar.
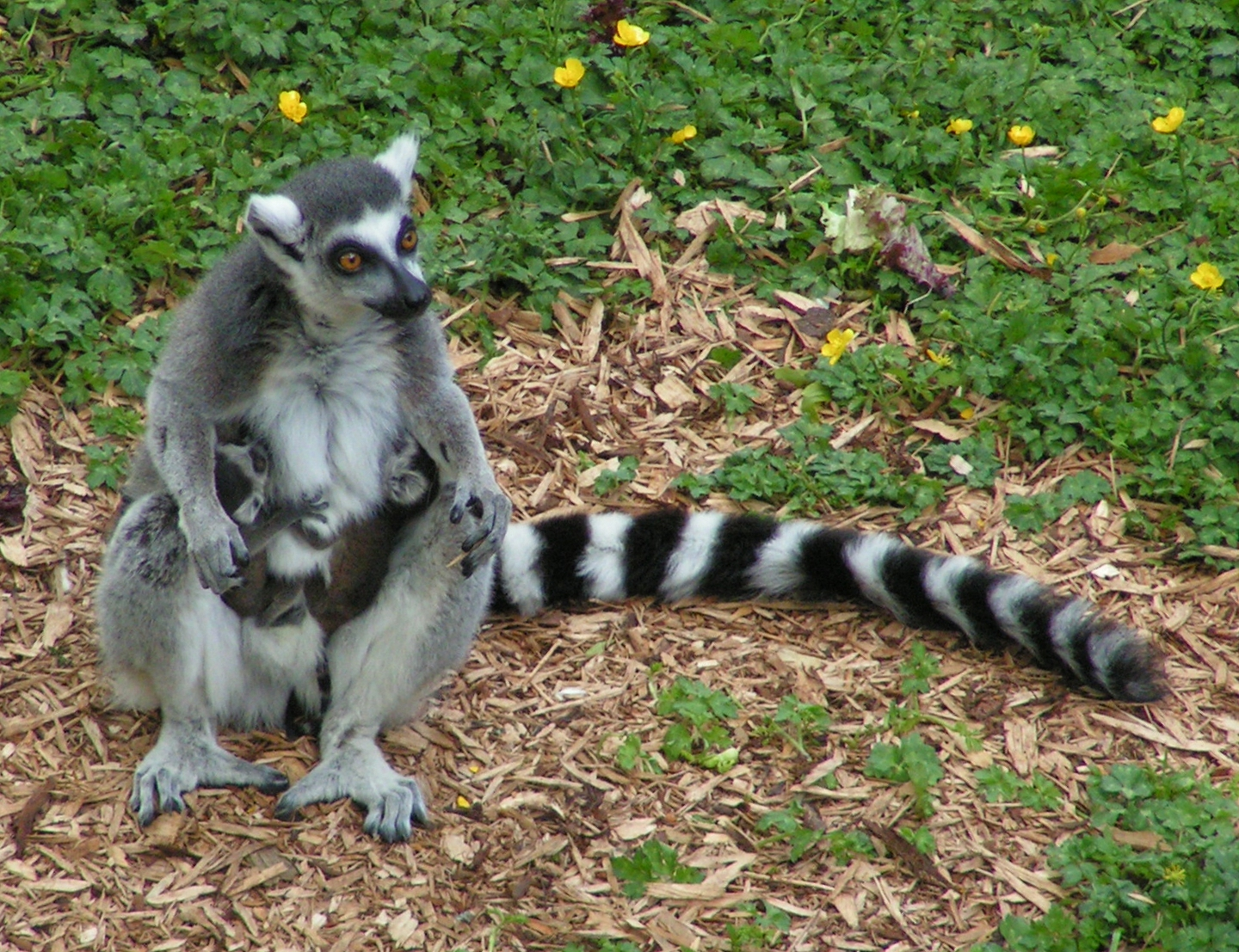
Une femelle lémur catta allaitant ses jumeaux nés quelques heures auparavant au Zoo de Colchester.
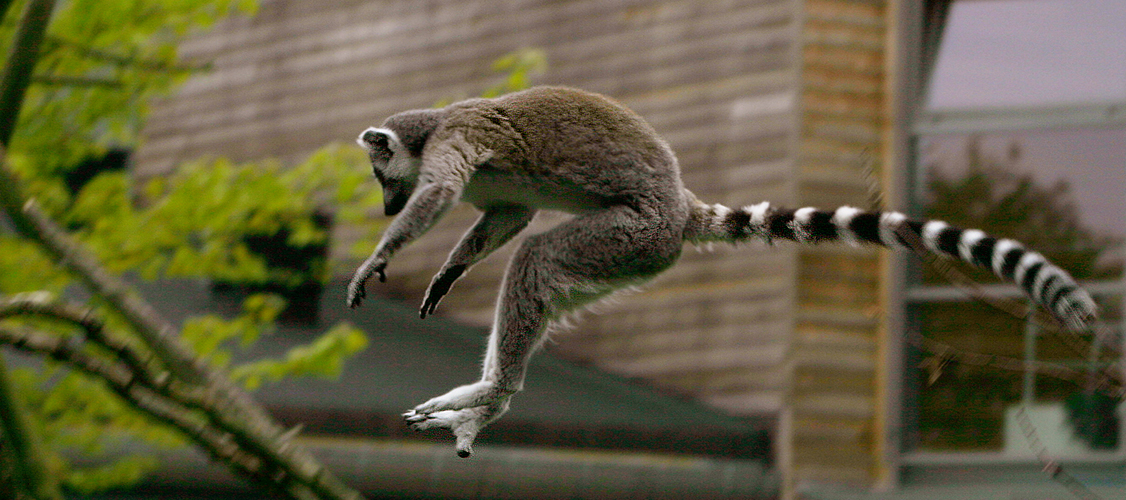
Lémur catta en saut.
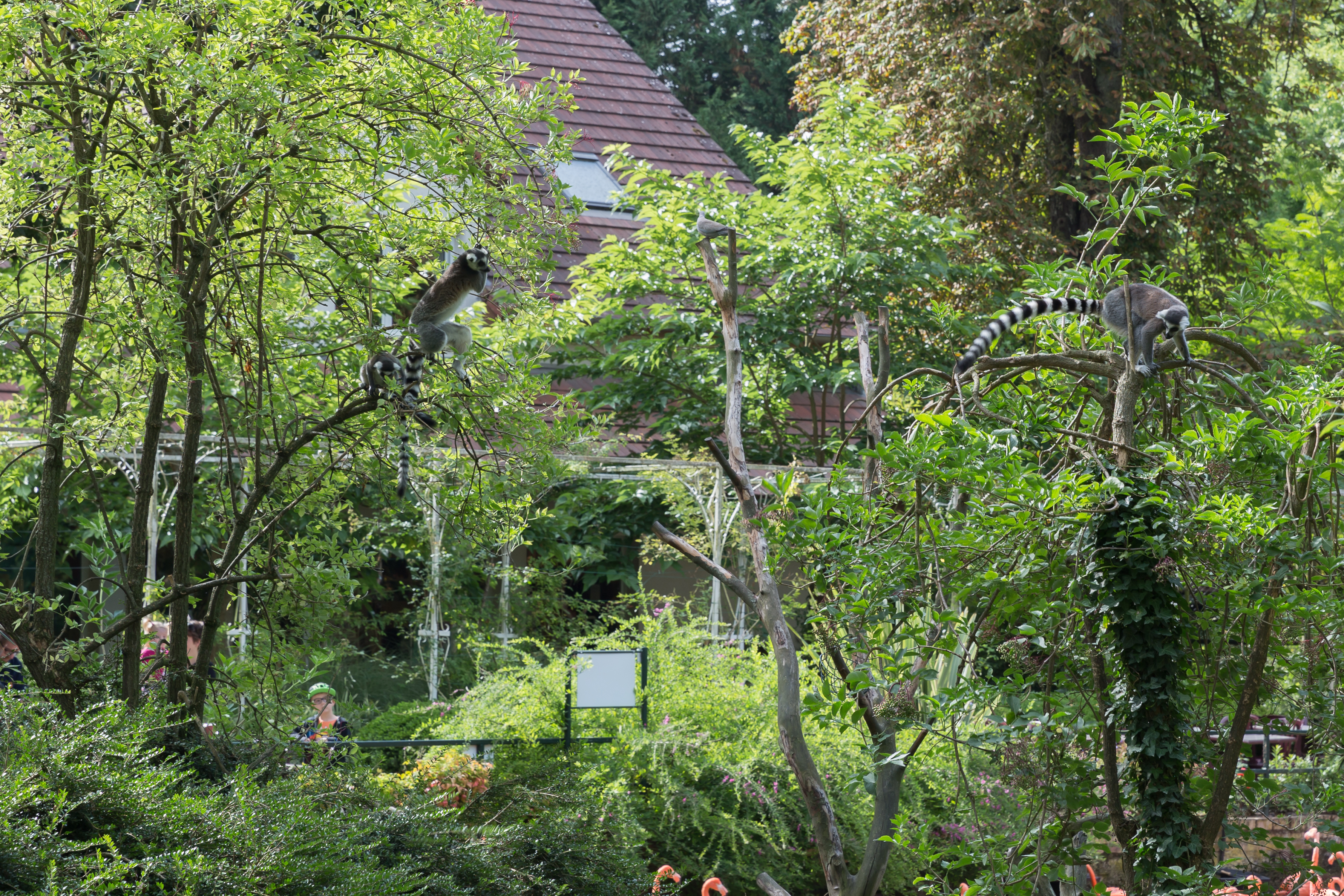
Lémur catta au ZooParc de Beauval à Saint-Aignan-sur-Cher, France.
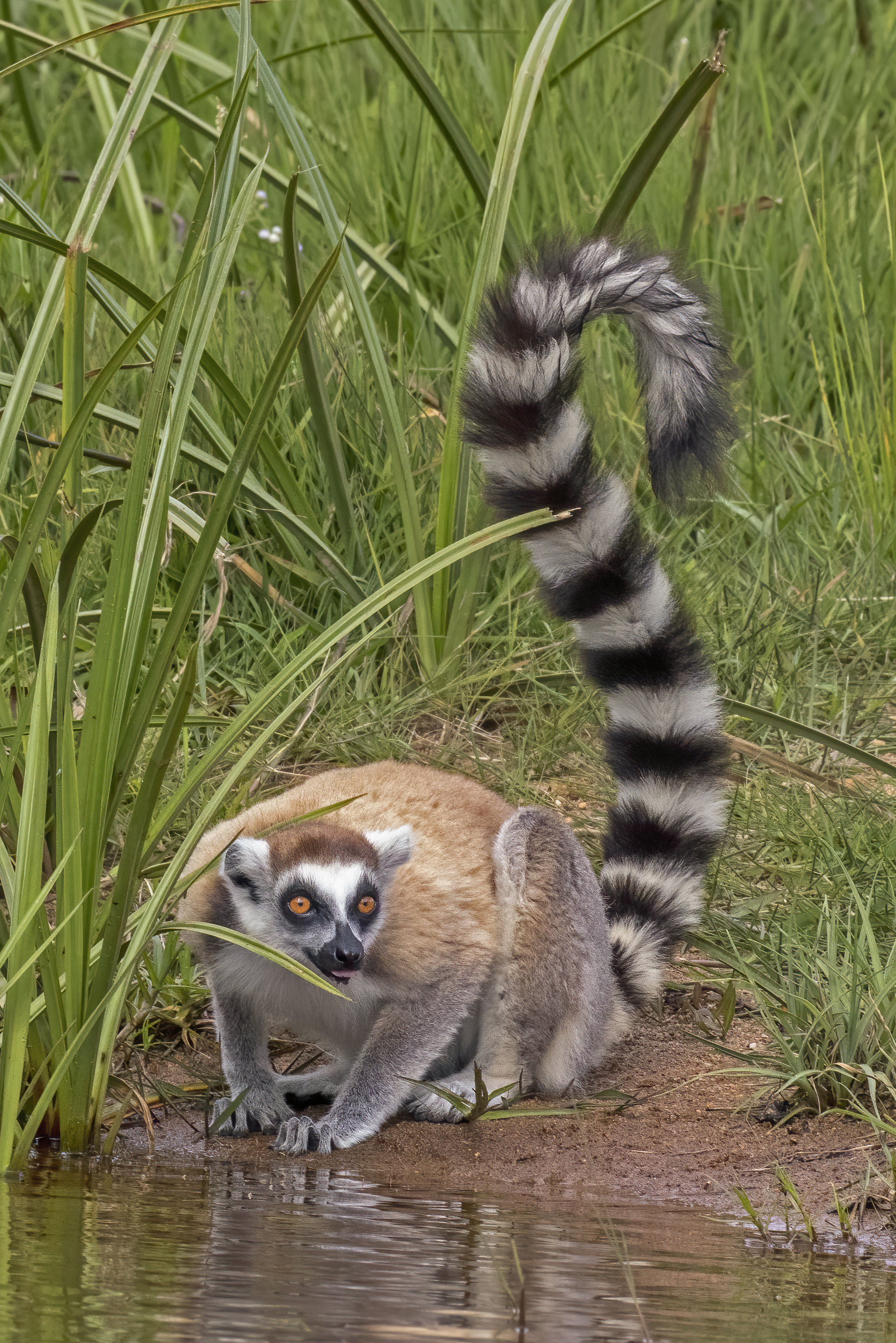
Un lémur catta près de Andasibe (Moramanga), à Madagascar. Novembre 2018.